# هيرون فيريرا
هيرون ريكاردو فيريرا هو مدرب كرة قدم ولاعب كرة قدم برازيلي، ولد في 28 يناير 1958 في ريو دي جانيرو في البرازيل.

## وصلات خارجية
- هيرون فيريرا على موقع قاعدة بيانات كرة القدم.إي يو (الإنجليزية)
- هيرون فيريرا على موقع عالم كرة القدم.نت (الإنجليزية)